# Drosophila ruizi
Drosophila ruizi är en tvåvingeart som beskrevs av Ruiz-fiegalan 2004. Drosophila ruizi ingår i släktet Drosophila och familjen daggflugor.
Artens utbredningsområde är Filippinerna.